# Star Wars: Gra karciana
Star Wars: Gra Karciana to kolekcjonerska gra karciana osadzona w uniwersum Gwiezdnych wojen wydana przez Fantasy Flight Games w 2012, a jej polskie tłumaczenie zostało przygotowane przez wydawnictwo Galakta. Gatunek gry jest określany przez producenta jako „Living Card Game”.
W grze dostępne jest 6 stronnictw - 3 należące do jasnej strony Mocy:
- Jedi
- Sojusz Rebeliantów
- Przemytnicy i Szpiedzy

oraz 3 należące do ciemnej strony Mocy:
- Sithowie
- Marynarka Imperialna
- Szumowiny i Nikczemnicy

W grze dostępne są również karty neutralne, nienależące do żadnego stronnictwa.

## Rozszerzenia
Oprócz zestawu podstawowego dostępne są również rozszerzenia dodające nowe karty:
- Krawędź Ciemności (ang. Edge of Darkness)[4]
- Równowaga Mocy (ang. Balance of the Force)[5]
- Pośród cieni (ang. Between The Shadows)[6]

Ponadto w sprzedaży można znaleźć zestawy kart wydawane w cyklach:
- Cykl Hoth (ang. Hoth)
- Cykl Echa Mocy (ang. Echoes of the Force)

Kolejne cykle, które nie zostały jeszcze wydane po polsku:
- Rogue Squadron Cycle,
- Endor Cycle,
- Opposition Cycle.